# IPod Shuffle

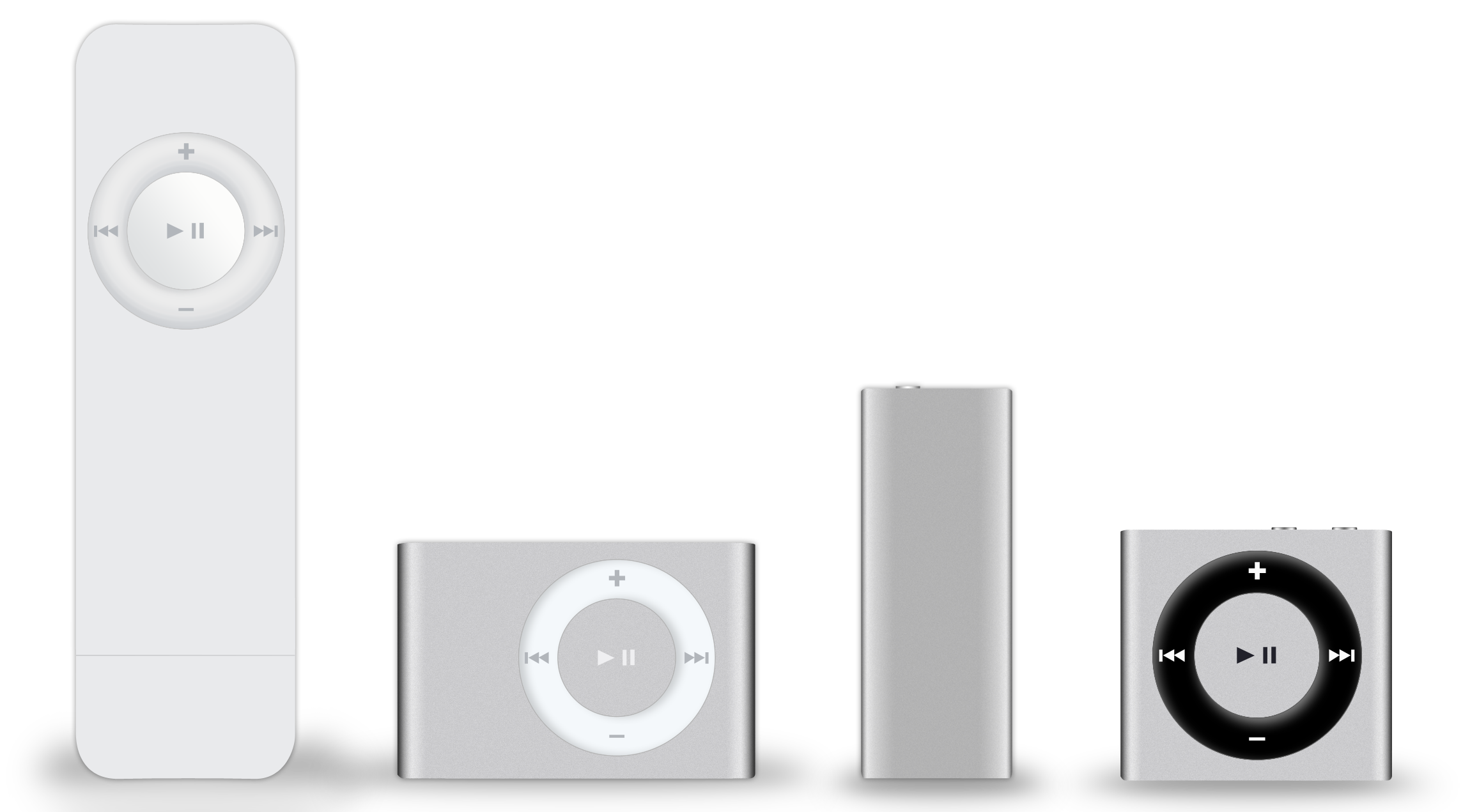
iPod shuffle

iPod Shuffle és un reproductor d'àudio digital iPod dissenyat i comercialitzat per Apple Inc.. Va ser anunciat a la Macworld Conference Expo l'11 de gener de 2005 amb el lema «Life is random» (La vida és aleatòria). Igual que la resta de la família iPod (exceptuant a l'iPod classic, que ho fa en un disc dur), emmagatzema els arxius en una memòria flash. A més, es diferencia que és l'únic model que no posseeix una pantalla i que es controla amb els botons dels auriculars. Pesa 10 grams.